# Khadra
Khadra es un municipio (baladiyah) de la provincia o valiato de Mostaganem en Argelia. En abril de 2008 tenía una población censada de 14 045 habitantes.
Se encuentra ubicado al noroeste del país, junto a la costa del mar Mediterráneo y a poca distancia al oeste de la capital del país, Argel.